# 江戸堀川
江戸堀川（えどぼりがわ）は、かつて大阪府大阪市を流れていた運河。

## 地理
西横堀川の筋違橋上流側より分流し、西に向かって流れて百間堀川・木津川に注いでいた。長さは約1.3km。現在の西区江戸堀のうち、江戸堀北通 - 江戸堀南通間にあたり、江戸堀北通は土佐堀1交差点（阿波殿橋跡）以西で土佐堀通の一部区間となっている。

## 歴史
大坂の陣後の松平忠明による復興事業の一環として開削され、費用捻出のため銀札が発行された。
- 1617年（元和3年） 開削。
- 1955年（昭和30年） 埋立。

## 架かっていた橋
上流から
- 撞木橋
- 江戸橋 - 四つ橋筋
- 犬斎橋
- 阿波殿橋 - なにわ筋
- 大目橋
- 花乃井橋 - あみだ池筋
- 江戸堀橋
- 西北橋 - 新なにわ筋
- 崎吉橋